# Champions Tour 2015
De Champions Tour 2015 is het 36ste seizoen van de Champions Tour dat in 1980 officieel opgericht werd als de Senior PGA Tour. Het seizoen begon met het Mitsubishi Electric Championship at Hualalai, in januari 2015, en eindigde met het Charles Schwab Cup Championship, in november 2015. Er stonden 26 toernooien op de agenda waaronder vijf majors.

## Wijzigingen
In tegenstelling tot het vorig seizoen, in 2014, zijn er enkele wijzigingen doorgevoerd in het toernooikalender.
Nieuwe toernooien
- Tucson Conquistadores Classic

Verdwenen toernooien
- Greater Hickory Kia Classic at Rock Barn

Overige
- Pacific Links China Championship: het vond in de vorige jaren plaats in Hawai en nu in dit jaar in Tianjin, China

## Kalender
| Data  | Data  | Toernooi                                          | Stad                      | Winnaar              | Score | Score | Info           |
| ----- | ----- | ------------------------------------------------- | ------------------------- | -------------------- | ----- | ----- | -------------- |
| 23-01 | 25-01 | Mitsubishi Electric Championship at Hualalai      | Kaupulehu, Hawaii         | Miguel Ángel Jiménez | 199   | –17   |                |
| 06-02 | 08-02 | Allianz Championship                              | Boca Raton, Florida       | Paul Goydos          | 204   | –12   |                |
| 13-02 | 15-02 | ACE Group Classic                                 | Naples, Florida           | Lee Janzen po        | 200   | –16   |                |
| 20-03 | 22-03 | Tucson Conquistadores Classic                     | Tucson, Arizona           |                      |       |       | Nieuw toernooi |
| 27-03 | 29-03 | Mississippi Gulf Resort Classic                   | Biloxi, Mississippi       |                      |       |       |                |
| 17-04 | 19-04 | Greater Gwinnett Championship                     | Duluth, Georgia           |                      |       |       |                |
| 24-04 | 26-04 | Bass Pro Shops Legends of Golf at Big Cedar Lodge | Ridgedale, Missouri       |                      |       |       |                |
| 01-05 | 03-05 | Insperity Invitational                            | The Woodlands, Texas      |                      |       |       |                |
| 14-05 | 17-05 | Regions Tradition                                 | Shoal Creek, Alabama      |                      |       |       |                |
| 21-05 | 24-05 | Senior PGA Championship                           | French Lick, Indiana      |                      |       |       |                |
| 05-06 | 07-06 | Principal Charity Classic                         | Des Moines, Iowa          |                      |       |       |                |
| 11-06 | 14-06 | Constellation Senior Players Championship         | Pittsburgh, Pennsylvania  |                      |       |       |                |
| 25-06 | 28-06 | US Senior Open                                    | Edmond, Oklahoma          |                      |       |       |                |
| 10-07 | 12-07 | Encompass Championship                            | Glenview, Illinois        |                      |       |       |                |
| 23-07 | 26-07 | The Senior Open Championship                      | Berkshire                 |                      |       |       |                |
| 31-07 | 02-08 | 3M Championship                                   | Blaine, Minnesota         |                      |       |       |                |
| 07-08 | 09-08 | Shaw Charity Classic                              | Calgary, Alberta          |                      |       |       |                |
| 21-08 | 23-08 | Boeing Classic                                    | Snoqualmie, Washington    |                      |       |       |                |
| 28-08 | 30-08 | Dick's Sporting Goods Open                        | Endicott, New York        |                      |       |       |                |
| 04-09 | 06-09 | Quebec Championship                               | Lévis, Quebec             |                      |       |       |                |
| 18-09 | 20-09 | Pacific Links China Championship                  | Tianjin                   |                      |       |       |                |
| 25-09 | 27-09 | Nature Valley First Tee Open at Pebble Beach      | Monterey, Californië      |                      |       |       |                |
| 09-10 | 11-10 | SAS Championship                                  | Cary, North Carolina      |                      |       |       |                |
| 16-10 | 18-10 | San Antonio Championship                          | San Antonio, Texas        |                      |       |       |                |
| 30-10 | 01-11 | Toshiba Classic                                   | Newport Beach, Californië |                      |       |       |                |
| 05-11 | 08-11 | Charles Schwab Cup Championship                   | Scottsdale, Arizona       |                      |       |       |                |

| Majors |  | po = winnaar na play-off |